# Alexander Knox
Alexander Knox (Strathroy, Ontario, 16 de gener de 1907 − Berwick-upon-Tweed, Anglaterra, 25 d'abril de 1995) va ser un actor, guionista i dramaturg canadenc.

## Biografia
Alexander Knox debuta al teatre cap a finals dels anys 1920, als Estats Units. Continua la seva carrera teatral al Regne Unit en la segona meitat dels anys 1930 (al costat, entre d'altres, de Laurence Olivier, Ralph Richardson), on participa en alguns films a partir de 1936. De tornada als Estats Units en els anys 1940, actua a Broadway de 1940 a 1949 (entre d'altres, amb Jessica Tandy i Kirk Douglas) i, fins al 1952, pel·lícules de Hollywood. Una d'ells Wilson (1944), li val l'any següent (1945) un Globus d'Or al millor actor dramàtic i una nominació a l'Oscar al millor actor.
Víctima del maccarthisme va ser a la llista negra i marxa al Regne Unit, on es va establir definitivament, i roda sobretot tres pel·lícules dirigides per Joseph Losey, "blacklist" com ell, així com algunes produccions europees (entre les quals Europa 51 de Roberto Rossellini, estrenada el 1952, amb Ingrid Bergman, Giulietta Masina, o La Vingt-cinquième Heure de Henri Verneuil el 1967, amb Anthony Quinn, Virna Lisi, Sergé Reggiani). Torna tanmateix de tant en tant al cinema americà després de la caiguda de McCarthy, i fa una última pel·lícula el 1985.
Apareix també a la televisió, en principi en un telefilm britànic el 1938, després entre 1954 i 1986, en sèries (sobretot The Saint) i telefilms.
És igualment guionista de dues pel·lícules americanes (el 1946 i 1949), i l'autor d'una obra teatral interpretada a Broadway el 1949, The Closing Door . A més a més, és el realitzador (l'única vegada de la seva carrera) d'una adaptació per a la televisió britànica, el 1960, d'aquesta peça.

## Filmografia

### com a actor
Cinema

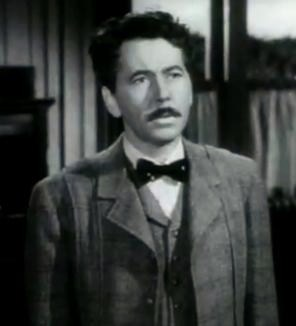
A Sister Kenny (1946)

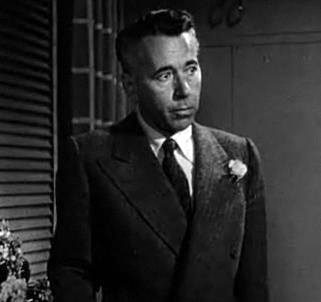
A Paula (1952)

- 1941: The Sea Wolf de Michael Curtiz
- 1942: Commandos strike at Dawn de John Farrow
- 1942: This Above All d'Anatole Litvak
- 1944: None Shall Escape d'André De Toth
- 1944: Wilson de Henry King
- 1945: Over 21 de Charles Vidor
- 1946: La germana Kenny (Sister Kenny) de Dudley Nichols
- 1948: The Sign of the Ram de John Sturges
- 1949: The Judge steps out de Boris Ingster
- 1951: Lluita a mort (Man in the Saddle) d'André De Toth
- 1952: Paula de Rudolph Maté
- 1952: Europa '51 de Roberto Rossellini
- 1954: The Sleeping Tiger de Joseph Losey
- 1956: Reach for the Sky de Lewis Gilbert
- 1958: Els víkings (The Vikings) de Richard Fleischer
- 1958: L'espia amb dos caps (The Two-Headed Spy) d'André De Toth
- 1959: Misteri en el vaixell perdut (The Wreck of the Mary Clare) de Michael Anderson
- 1960: Oscar Wilde de Gregory Ratoff
- 1960: Crack in the Mirror de Richard Fleischer
- 1962: The Longest Day de Ken Annakin i divers
- 1963: In the Cool of the Day de Robert Stevens
- 1963: Aquests són els condemnats (The Damned) de Joseph Losey
- 1964: Woman of Straw de Basil Dearden
- 1966: Khartoum de Basil Dearden
- 1966: Modesty Blaise de Joseph Losey
- 1967: L'hora 25 (La Vingt-cinquième Heure) de Henri Verneuil
- 1967: Com vaig guanyar la guerra (How I won the War) de Richard Lester
- 1967: You only live Twice de Lewis Gilbert (no surt als crèdits)
- 1967: Accident de Joseph Losey
- 1968: Shalako d'Edward Dmytryk
- 1968: Fraülein Doktor d'Alberto Lattuada
- 1971: Nicolau i Alexandra (Nicholas and Alexandra) de Franklin J. Schaffner
- 1977: Holocaust 2000 d'Alberto De Martino
- 1983: Gorky Park de Michael Apted
- 1985: Joshua then and now de Ted Kotcheff

A la televisió
- 1962: The Saint, sèrie
  - Temporada 1, episodi 2 The Latin Touch de John Gilling
- 1969: Run the Crooked Mile, Telefilm de Gene Levitt
- 1976: Truman at Potsdam, Telefilm de George Schaefer
- 1980: Cry of the Innocent, Telefilm de Michael O'Herlihy
- 1981: Churchill and the Generals, Telefilm d'Alan Gibson
- 1984: Helen Keller: The Miracle Continues, Telefilm d'Alan Gibson

### com a guionista
- 1946: Sister Kenny de Dudley Nichols
- 1949: The Judge steps out de Boris Ingster
- 1960: Sèrie Play of the Week, Temporada 1, episodi 13, The Closing Door (+ director)

## Teatre

### a Londres
- 1937 -1938: Ricard III de William Shakespeare
- 1937 -1938: The King of Nowhere de James Bridie, amb Laurence Olivier
- 1937 - 1938: Macbeth de William Shakespeare, amb Judith Anderson, Niall MacGinnis, Laurence Olivier
- 1937 - 1938: A Midsummer Night's Dream de William Shakespeare, amb Vivien Leigh, Anthony Quayle, Ralph Richardson
- 1938: Othello, the Moor of Venice de William Shakespeare, amb Michael Goodliffe, Martita Hunt, Laurence Olivier, Anthony Quayle, Ralph Richardson, posada en escena de Tyrone Guthrie
- 1938-: Geneva de George Bernard Shaw
- 1952-: Henry VIII de William Shakespeare, amb Leo Genn

### a Broadway
- 1940: Romeo and Juliet de William Shakespeare, amb Laurence Olivier (també escenògraf i productor), Vivien Leigh, Edmond O'Brien, May Whitty, Cornel Wilde
- 1940: Jupiter Laughs d'Archibald Joseph Cronin, amb Jessica Tandy, Philip Tonge
- 1942: Jason, de (i posada en escena per) Samson Raphaelson, produïda per George Abbott, amb E.G. Marshall, Helen Walker
- 1942-1943: The Three Sisters d'Anton Txekhov, amb Kirk Douglas, Ruth Gordon, Edmund Gwenn
- 1949: The Closing Door (com a autor), posada en escena per Lee Strasberg, amb Jo Van Fleet

## Premis i nominacions

### Premis
- 1945: Globus d'Or al millor actor dramàtic per Wilson

### Nominacions
- 1945: Oscar al millor actor per Wilson